# Виноградово (городской округ Мытищи)
Виноградово — село в городском округе Мытищи Московской области России. Население — 101 чел. (2010).

## География
Расположено на севере Московской области, в юго-западной части Мытищинского района, на Дмитровском шоссе А104, примерно в 14 км к западу от центра города Мытищи и 4 км от Московской кольцевой автодороги, рядом с городом Долгопрудным. Западнее села проходит линия Савёловского направления Московской железной дороги.
В селе 6 улиц — Бульварная, Долгопрудненская, Крайняя, Крылова, Солнечная, Центральная и 2 переулка — Мерянский и Ручейный. Ближайшие сельские населённые пункты — деревни Горки и Грибки, ближайшая станция — платформа Долгопрудная. Связано автобусным сообщением с районным центром, а также городами Лобней и Москвой (маршруты № 25, 273, 302).

## Население
| 1705 | 1852 | 1859 | 1890 | 1899 | 1926 | 2002 |
| ---- | ---- | ---- | ---- | ---- | ---- | ---- |
| 48   | ↗96  | ↗194 | ↘105 | ↗152 | ↗308 | ↘96  |
| 2010 |      |      |      |      |      |      |
| ↗101 |      |      |      |      |      |      |

## История
XVII—XVIII вв.
Деревня Виноградово, она же Дубровки, на Долгом пруду в 1623 году принадлежала Гавриилу Григорьевичу Пушкину, а в 1637 году его детям — Григорию и Степану. При них в деревне была построена церковь во имя Владимирской иконы Пресвятой Богородицы с приделом Святого Николая чудотворца, с этих пор Виноградово стало именоваться селом.
С 1666 года владельцами села стали дети Степана Гавриловича Пушкина — Матвей и Яков, а после них, с 1710 года, — их родственники Иван Калинович и Пётр Калинович Пушкины.
В 1729 году село принадлежало князю Василию Владимировичу Долгорукову, в 1730 году — княжне Марье Фёдоровне Вяземской, после смерти которой, в 1758 году, её племянником князем Иваном Андреевичем Вяземским село было продано Александру Ивановичу Глебову.
XIX—XX вв.
В середине XIX века село Виноградово относилось к 4-му стану Московского уезда Московской губернии и принадлежало статскому советнику Ивану Ивановичу Бенкендорфу и поручику Александру Ивановичу Бенкендорфу, в селе было 12 дворов, господский дом, оранжерея с садом, крестьян 9 душ мужского пола, 17 душ женского, дворовых 35 мужского пола и 35 женского.

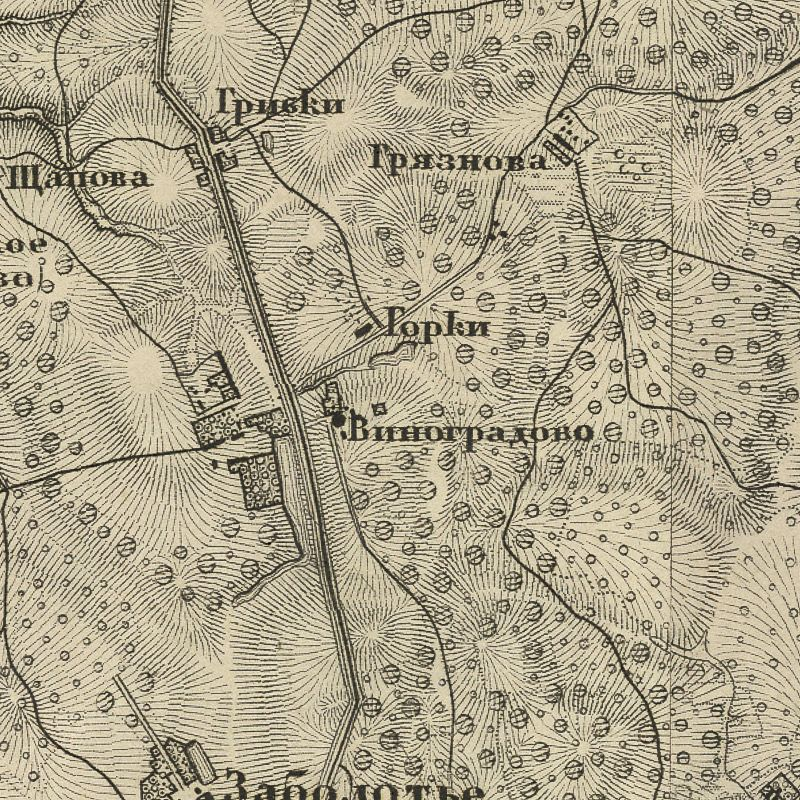
Расположение села на карте Московской губернии Ф. Ф. Шуберта, 1860 г.

В «Списке населённых мест» 1862 года Виноградово (Долгие Пруды) — владельческое село Московского уезда на Дмитровском тракте (из Москвы в Калязин), в 17 верстах от губернского города и 16 верстах от становой квартиры, при прудах, с 16 дворами, православной церковью и 194 жителями (86 мужчин, 108 женщин).
По данным на 1899 год — село Троицкой волости Московского уезда с 152 жителями, имелось земское училище.
По материалам Всесоюзной переписи населения 1926 года — центр Виноградовского сельсовета Коммунистической волости Московского уезда в 4 км от станции Хлебниково Савёловской железной дороги, проживало 308 жителей (142 мужчины, 166 женщин), насчитывалось 53 хозяйства, из которых 49 крестьянских, имелась школа.
С 1929 года — населённый пункт в составе Коммунистического района Московского округа Московской области. Постановлением ЦИК и СНК от 23 июля 1930 года округа как административно-территориальные единицы были ликвидированы.
Административная принадлежность

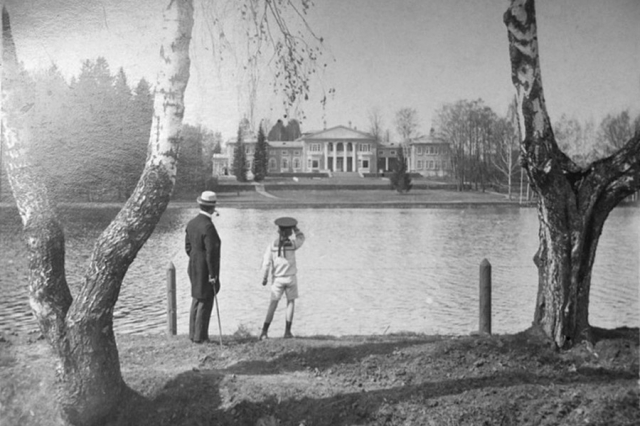
Усадьба Виноградово

1929—1935 гг. — центр Виноградовского сельсовета Коммунистического района.
1935—1939, 1960—1963, 1965—1994 гг. — центр Виноградовского сельсовета Мытищинского района.
1939—1959 гг. — центр Виноградовского сельсовета Краснополянского района.
1959—1960 гг. — центр Виноградовского сельсовета Химкинского района.
1963—1965 гг. — центр Виноградовского сельсовета Мытищинского укрупнённого сельского района.
1994—2006 гг. — в Виноградовском сельском округе Мытищинского района.
2006—2015 гг. — село городского поселения Мытищи Мытищинского района.
Изменение границ
Указом Президиума Верховного совета РСФСР от 19 марта 1984 года «О передаче некоторых населённых пунктов Московской области в административное подчинение Московскому городскому совету народных депутатов» часть села Виноградово, находившаяся между посёлком Северный и Дмитровским шоссе, вместе с некоторыми другими частями территории Виноградовского сельсовета и частью города Долгопрудного была включена в городскую черту Москвы.

## Достопримечательности
Южнее села находится его бывшая дворянская усадьба с парком и прудом. В разные годы в ней бывали поэт и государственный деятель Гавриил Романович Державин, историк и литератор Николай Михайлович Карамзин, а в начале XIX века жил баснописец Иван Андреевич Крылов.

## Перспективы развития
Через село пройдёт Мытищинская хорда, открытие которой планируется на IV квартал 2024 года.